# Karen Shelton Stadium
Le Karen Shelton Stadium est un stade de hockey sur gazon basé à Chapel Hill, en Caroline du Nord, aux États-Unis. Il est actuellement principalement utilisé pour les matchs de hockey sur gazon et les matchs organisés pour les grandes compétitions.
Le site a organisé les tournois suivants :
- La Ligue professionnelle féminine de hockey sur gazon 2020-2021 - 26 janvier 2020
- La Ligue professionnelle féminine de hockey sur gazon 2021-2022 - Du 23 avril au 15 mai 2022.

Son emplacement est 330 Ridge Rd à Chapel Hill.